# سیارک ۲۸۰۹
سیارک ۲۸۰۹ (به انگلیسی: 2809 Vernadskij، نامگذاری:1978QW2) دو هزار و هشتصد و نهمین سیارک کشف شده‌است که در ۳۱ اوت ۱۹۷۸ کشف شد.
قدر مطلق سیارک برابر ۱۳٫۶۰ است.